# Glenaden
Glenaden, selten auch Glenadon, war eine Whiskybrennerei bei Old Deer, Aberdeenshire, Schottland.

## Geschichte
Die Brennerei wurde 1845 von Milne & Co. außerhalb der Ortschaft Old Deer gegründet. Die Gründer besaßen zu dieser Zeit bereits eine nahe gelegene Brauerei namens Biffie. In den 1880er Jahren wurde sowohl die Brennerei als auch die Brauerei von Geo J. Wilson & Co. aufgekauft, die sie bis 1896 führten. Sie ging dann in den Besitz von T. Yelton Ogilvie über, die sie 1915 schlossen.
Mitte der 1880er Jahre wurden etwa 12.000 Gallonen Alkohol gebrannt, der als Malt Whisky verkauft wurde. Die Gebäude werden heute als Biffie Farm bezeichnet und landwirtschaftlich genutzt. Auch das beistehende Gebäude des damaligen Steuerbeamten für Alkohol ist noch erhalten und wird als Wohnhaus genutzt.